# Nitrification

Diagramme montrant le cycle de l'azote.

La nitrification est le processus biologique par lequel les nitrates sont produits dans l'environnement. Celle-ci se fait en deux étapes distinctes, chacune sous l'action de micro-organismes différents. Étape 1 : l'ammoniac est oxydé en nitrite, c'est la nitrosation (réaction par des bactéries du genre Nitrosomonas, Nitrosococcus (es), Nitrosospira (pl)), appelée également nitritation. Étape 2 : le nitrite est oxydé en nitrate, c'est la nitratation (réaction par des bactéries du genre Nitrobacter, Nitrococcus, Nitrospira). Dans ce processus se déroulant dans les sols neutres, suffisamment aérés, en conditions oxydantes, et sans trop de matière organique (hétérotrophie compétitive par les bactéries saprophytes), l'oxydation de l'azote (ammoniac, puis nitrite) par ces bactéries leur fournit l'énergie nécessaire pour transformer le CO2 en matière organique (autotrophie). Le déchet toxique des nitrites de la première communauté bactérienne est utilisé comme métabolite par la seconde. Ce phénomène de symbiose est appelé syntrophie.
Dans les écosystèmes qui perdent des nitrates par infiltration de l'eau vers les nappes phréatiques, la nitrification est une source d'acidité pour le sol. Première phase de l'élimination biologique de l'azote (ammoniac, puis nitrite) au sein du cycle de l'azote, elle est notamment réalisée dans les stations d'épuration par des séquences d'aération et de repos de la liqueur mixte au sein de bassins d'aération.

## Chimie
De façon schématique, la nitrification se déroule en deux étapes successives :
1. Ammoniac → Nitrite
2. Nitrite → Nitrate

Au niveau chimique, le processus d'oxydation de l'ammoniac et du nitrite se déroule de la façon suivante :
1. NH3 + O2 → NO2− + 3 H+ + 2 e−
2. NO2− + H2O → NO3− + 2 H+ + 2 e−

Ces deux réactions libèrent chacune des ions H+ (H3O+) en solution et acidifient le milieu.

## Découverte
Dans la Chine antique, on traitait déjà la pollution par les plantes plusieurs siècles avant les Gréco-romains. Les chinois étaient aussi familiers avec les nitrates puisqu'ils produisaient déjà la poudre à canon à grande échelle. Celle-ci est fabriquée à partir de nitrate de potassium, obtenu par la transformation de nitrate de calcium (aussi appelé salpêtre). Ils savaient aussi extraire le nitrate des sels du fumier mûr. 
On connaissait depuis longtemps les salpêtres comme nutriments pour les plantes, tout en attribuant la cause de leur présence a une simple réaction chimique. Ammoniaque, matière organique bien décomposée, une certaine humidité, du calcaire (CaCO3) pour neutraliser l'acidité produite par la réaction ; le tout ensemble et sous abri amenait à son terme, pensait-on, la réaction chimique par laquelle NH3 / NH4+ est oxydé en NO3−. On savait aussi que des eaux d’égout percolant sur un sol sableux sont dépolluées en même temps que l'on constatait une nitrification de l'ammoniac. 
Cette façon d'envisager la nitrification est remise en question quand Louis Pasteur attire l'attention sur les bactéries comme agents de transformations chimiques de la matière. L’explication scientifique arrive finalement avec les recherches du début du XIXe siècle en agronomie par Albrecht Daniel Thaer, Mathieu de Dombasle, Jean-Baptiste Boussingault…, et en chimie par Justus von Liebig, Jules Raulin, et d'autres encore.
Dans les années 1860, Adolphe Auguste Mille et Alfred Durand-Claye complètent les premières études sur le traitement des eaux usées par des plantations, mettant en évidence la dégradation des polluants par les plantes, et la présence de nitrate comme critère d’une bonne qualité d’épuration. 
En 1877, les deux chimistes français Schlœsing et Müntz démontrent que ce sont les bactéries du sol qui provoquent la nitrification (ils stérilisent du sol par divers traitements (exposition au formol, à la chaleur…) puis le réensemencent, comparant à chaque stade la nitrification de l'échantillon avec celle de sols non traités. Après réensemencement le sol reprend son pouvoir nitrifiant.
On ne connaissait pas la nature exacte des germes responsables de la nitrification. Mais sachant que la nitrification est une réaction concomitante à l’assimilation du carbone, et aussi que les sols riches en humus (matière organique décomposée) sont les sols les plus nitrifiants, les microbiologistes suspectaient que ces germes était couramment présents dans les sols étudiés, et que leur métabolisme classique était celui de l’assimilation du carbone.

## Inhibition
Le dicyandiamide supprime l'activité microbienne des bactéries dénitrifiantes.